# 1890
1890（千八百九十、せんはっぴゃくきゅうじゅう）は、自然数また整数において、1889の次で1891の前の数である。

## 性質
- 1890は合成数であり、約数は 1, 2, 3, 5, 6, 7, 9, 10, 14, 15, 18, 21, 27, 30, 35, 42, 45, 54, 63, 70, 90, 105, 126, 135, 189, 210, 270, 315, 378, 630, 945, 1890 である。
  - 約数の和は5760。
  - 465番目の過剰数である。1つ前は1888、次は1896。
- 384番目のハーシャッド数である。1つ前は1886、次は1896。
  - 18を基とする50番目のハーシャッド数である。1つ前は1872、次は1908。
- 1890 = 2 × 33 × 5 × 7
  - 4つの異なる素因数の積で p × q3 × r × s の式で表せる最小の数である。次は2970。
  - 4つの異なる素因数の積で p3 × q × r × s の形で表せる4番目の数である。1つ前は1848、次は2184。
- 約数の和が1890になる数は3個ある。(928, 1076, 1889) 約数の和3個で表せる49番目の数である。1つ前は1760、次は1896。
- 各位の和が18になる109番目の数である。1つ前は1881、次は1908。

## その他 1890 に関連すること
- 西暦1890年
- フットボールリーグ1889-1890
- 海難1890 - 日本とトルコによる、2015年の合作映画。